# Titadine
Titadyn 30 AG (a menudo llamada Titadine) es un tipo de dinamita comprimido usado en minería antiguamente fabricado en el sur de Francia por Titanite S.A. El explosivo viene en forma de tubos color salmón de un rango de diámetro, desde 50 a 120 mm. Es muy potente y comburente, con una valoración de energía de 4650 J/g y una velocidad de detonación por encima de 6000 m/s. En los últimos años, ha sido usada en ataques con bombas en España por el grupo terrorista ETA.